# داسو نيرون
الطائرة القتالية غير المأهولة نيرون (بالإنجليزية: nEURON)‏، تمثل مشروع تم البدء فيه كإطار خطة تعاون أوروبي، بهدف تزويد مكاتب التصميم الأوروبية بمشروع يسمح لهم بتطوير المعرفة والحفاظ على قدراتهم التكنولوجية في السنوات القادمة.

ولقد ذهب هذا المشروع إلى أبعد من الدراسات النظرية التي تم إجراؤها حتى الآن، حيث يخطط لبناء درون قتالي. ويعد المشروع بمثابة طريقة لتنفيذ عملية مبتكرة من حيث إدارة وتنظيم برنامج تعاوني أوروبي.

في البداية، قامت وكالة مشتريات الدفاع الفرنسية بتكليف شركة داسو للطيران كمقاول رئيسي، مع إسناد إدارة البرنامج لها. ثم انضمت إلى المبادرة الفرنسية، الحكومات الإيطالية والسويدية والإسبانية واليونانية والسويسرية جنباً إلى جنب مع الفرق الصناعية ذات الصلة من الينيا ايرماكي، وساب وكاسا واليونانية لصناعات الطيران وشركة RUAG .

في الأول من ديسمبر 2012، تمت الرحلة الأولى لدرون نيرون في ايستر بفرنسا، حيث يقع مركز اختبار الطيران التابع لشركة داسو للطيران.

وقد أولت الفرق اهتمام كبير بمعالجة تحديات تكنولوجية رئيسية خلال مرحلة التصميم ومنها: شكل المركبة الهوائية من ديناميكية هوائية، والهيكل المبتكر من المواد المركبة، وحاوية السلاح الداخلية. وكذلك التقنيات المتعلقة بتقليل البصمة الرادارية، وإدخال هذا النوع من الطائرات في منطقة الاختبار، والخوارزميات عالية المستوى اللازمة لتطوير العمليات الآلية.

كل هذا إلى جانب تحديد مكان العامل البشري داخل حلقة أداء المهمة.
أما التكنولوجيا شديدة الأهمية والتي تم إثباتها، فهي القدرة على حمل الأسلحة وإطلاقها من حاوية داخلية.

واليوم، تم تصميم الدرون بقدرات تحميل خارجية للقنابل والصواريخ، ومحدد الليزر ومعدات استطلاع.

## خلفية تاريخية
تم إطلاق برنامج نيرون في عام 2003.

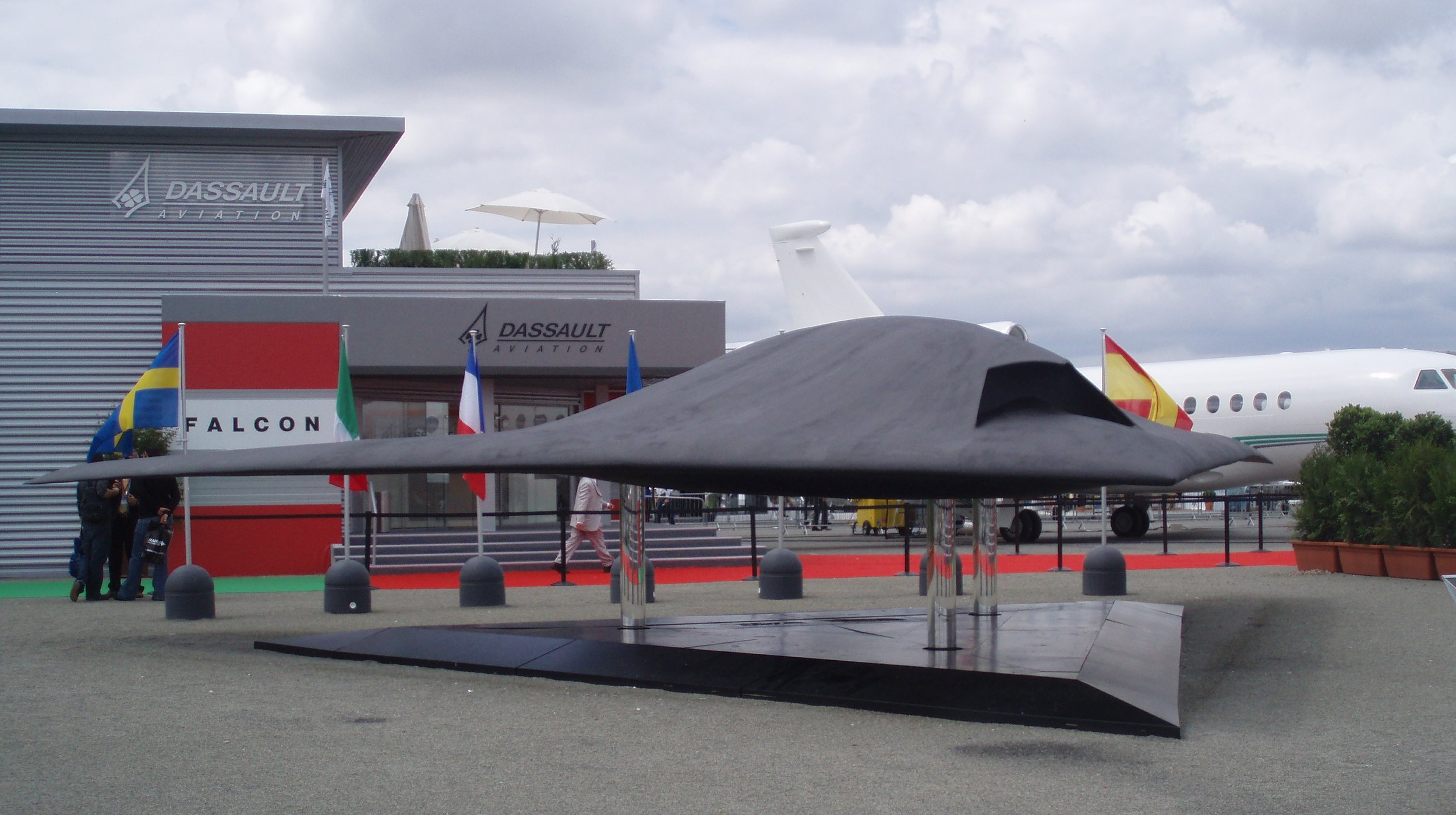
داسو نيرون في معرض باريس الجوي 2007

بحلول منتصف عام 2005، تم التوقيع على سلسلة من مذكرات التفاهم ووضعت ترتيبات تشكيل فرق صناعية.

وبحلول نهاية عام 2005، وافقت حكومات فرنسا واليونان وإيطاليا وإسبانيا والسويد وسويسرا على الاستثمار في برنامج نيرون.

في فبراير 2006، تم إطلاق برنامج نيرون رسمياً، وقامت وكالة مشتريات الدفاع الفرنسية -نيابة عن الدول المشاركة- بالتعاقد مع شركة داسو كمقاول رئيسي لتصميم وتطوير نموذج نيرون. وبهذا بدأت مرحلة جدوى مدتها 15 شهراً.

وفي يونيو 2007، منحت وكالة مشتريات الدفاع الفرنسية عقداً لمرحلة تعريف المشروع مدته 19 شهراً، وتلاها إنتاج نموذج لدرون نيرون.

بعد الاختبارات الأرضية الناجحة والتشغيل الأول للمحرك، أكمل درون نيرون رحلته الأولى من قاعدة اختبار الطيران للشركة في ايستر بفرنسا، في ديسمبر 2012.

وتم تسجيل الطلعة جوية رقم 100 في 26 فبراير 2015.

كم تم إطلاق سلاح من الحاوية الداخلية في 2 سبتمبر 2015.

### تشكيل هجين
في 20 مارس 2014، أجرت شركة داسو للطيران رحلة تشكيلية فريدة من نوعها حيث تم إطلاق مركبة جوية قتالية غير مأهولة (UCAV) في تشكيل مع مقاتلة رافال وطائرة رجال أعمال فالكون 7 إكس، وكلاهما من إنتاج الشركة. وأوضح المتحدث باسم الشركة أن تنظيم رحلة تشكيل مثل هذا كان تحدياً شاقاً، لكل مناورة في التسلسل المخطط له، كان على طائرات من نقاط احتفاظ مختلفة Holding Points، وذات خصائص متباينة جداً أن تطير جنباً إلى جنب في فضاء محدود.
وكان التحدي الإضافي يتمثل في القدرة على التحكم في طائرة غير مأهولة تحلق بالقرب من أربع طائرات أخرى - جميعها مأهولة (رافال، وفالكون 7 إكس، وطائرتا مطاردة للتصوير الفوتوغرافي). وقد وجب على المهندسين التخطيط مسبقاً لمراعاة مخاطر التداخل، بما في ذلك الاضطرابات الديناميكية الهوائية بين الطائرات. وذلك علاوة على منع التداخل الكهرومغناطيسي (Electromagnetic Interference (EMI غير المتوقع مع الاتصالات بين درون نيرون ومحطة التحكم الأرضية الخاصة به.

وهكذا سجلت داسو سابقة تاريخية لأول عملية في العالم حلقت فيها طائرة قتالية غير مأهولة في تشكيل مع طائرات أخرى مأهولة. وقد استغرقت العملية بأكملها حوالي 110 دقيقة، وقد أجريت فوق البحر الأبيض المتوسط على مدى عدة مئات من الكيلومترات.
في فبراير 2020، اختبرت وكالة مشتريات الدفاع الفرنسية وداسو للطيران أحد نماذج نيرون، جنباً إلى جنب مع خمس طائرات مقاتلة من طراز رافال وطائرة اواكس (نظام الإنذار المبكر والتحكم المحمول جواً)، في تكوينات تكتيكية متعددة.

وقد أجريت الحملة التجريبية الخامسة في قاعدة إيستر لو توبيه الجوية.

وقالت وزارة الدفاع الفرنسية في بيان يوم الخميس 20 من شهر فبراير 2020، أن أحد أهداف الحملة هو دراسة استخدام طائرة غير مأهولة في سياق عملياتي. بما يشمل أيضاً التفكير في التكتيكات الدفاعية في مواجهة مثل هذا التوجه. وسيتم استخدام نتائج الاختبار في مشروع نظام القتال الجوي المستقبلي الفرنسي الألماني المشترك، الذي يتكون من طائرة مأهولة من الجيل التالي المقاتلة، مصحوبة بطائرات غير مأهولة ذات قدرات متخصصة، مثل الاستطلاع والقصف.

## المنصة
تعمل الشركات المعنية على تطوير تقنيات متطورة للدرون. وتشمل هذه التقنيات الملاحة الجوية المتقدمة، واتخاذ القرارات باستقلالية، علاوة على تكنولوجيا التخفي لتجنب الكشف، وكذلك التكيف مع الحرب المتمحورة حول الشبكة.

### خصائص عامة
عرض لبعض خصائص درون داسو نيرون
| - الطاقم: 0 - الطول: 10 متر - باع الجناحين: 12.5 متر | - الوزن (فارغ): 5000 كجم - أقصى وزن: 7000 كجم | - أقصى سرعة: 0.8 ماخ - الاستقلالية: 3 ساعات |

### الدفع

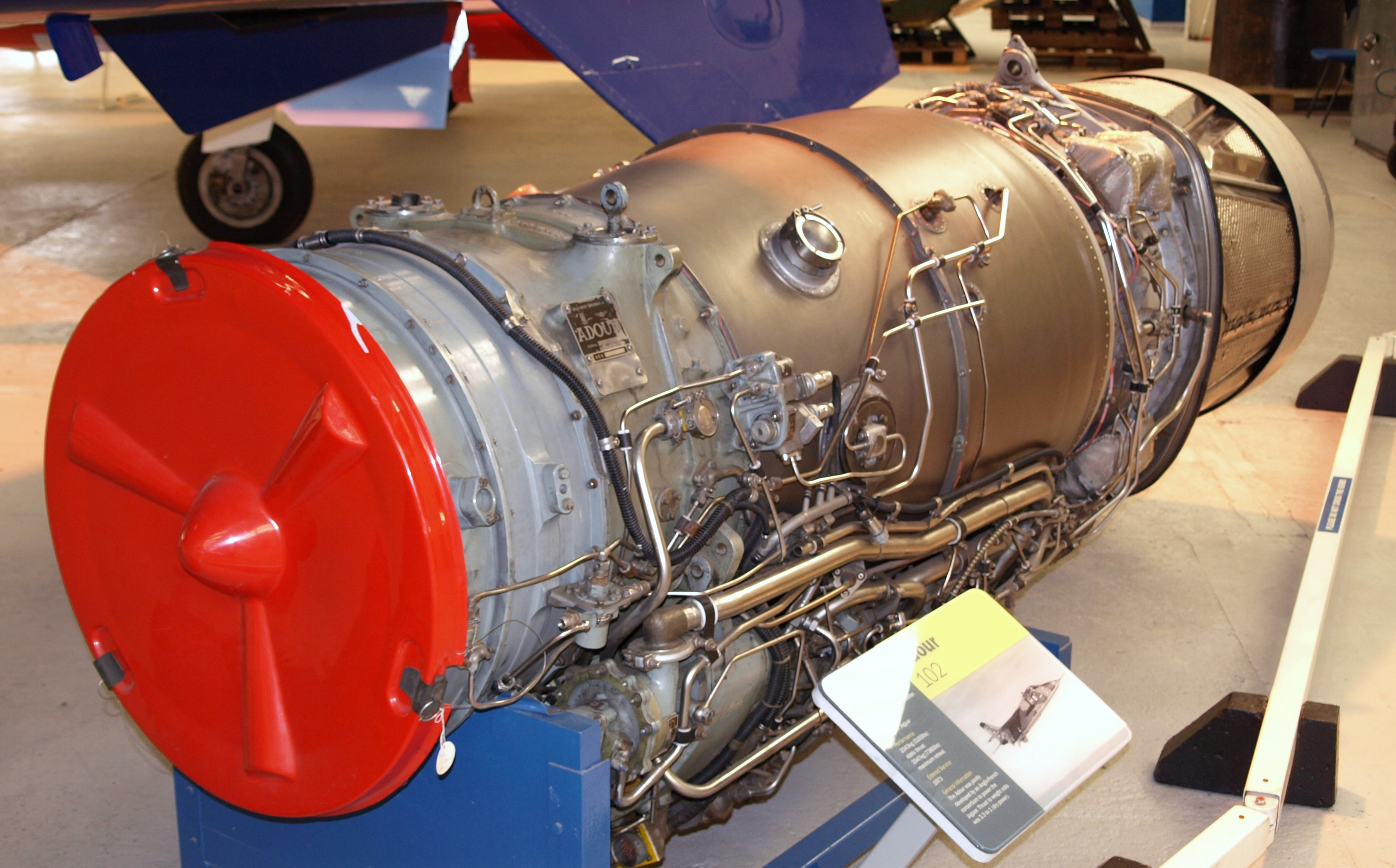
محرك MK 102، أحد أفراد عائلة المحركات أدور

نموذج الدرون نيرون الذي تم بناءه، يتم الدفع فيه بواسطة المحرك أدور F405 Adour، وهو محرك محرك عنفي مروحي (توربوفان) ثنائي المحور، طورته شركة رولز رويس توربوميكا المحدودة، وهي مشروع مشترك بين رولز رويس (المملكة المتحدة) و توربوميكا(فرنسا). وقد تم تسمية المحرك على اسم نهر أدور في جنوب غرب فرنسا.

تعمل محركات أدور على تشغيل طائرات الهجوم الأرضي، وطائرات التدريب المتقدمة، وأكثر من منصة غير مأهولة. وهو محرك قوي وسهل الصيانة، وقد اكتسب سمعته كمحطة طاقة موثوقة ويمكن الاعتماد عليه في طائرات المهام المذكورة آنفاً.

اختارت داسو هذا المحرك «أدور F405» -والمعروف أيضاً باسم Mk 951- والذي طورته الشركة المشتركة بين رولز رويس و توربوميكا (سافران)، نظراً للموثوقية التي اكتسبها من تعددت التطبيقات المعتمدة عليه. طار هذا المحرك أكثر من 8 ملايين ساعة، ويعتبر قياسي في فئته. كما يخضع للتحسين المستمر، مما أطال من مدة خدمته.

ولشركة سافران (توربوميكا) تاريخ يعتد به في صناعة الطيران، وذلك من خلال مساهماتها في برنامجي ميراج ورافال، وكذلك سجلها الحافل في الطائرات غير المأهولة مثل باترولر وسبيروير.

## أهداف تجارب الطيران
من الأهداف التي تم تحقيقها أثناء تجارب الطيران:
- أداء مهمة جو-أرض معتمداً على الكشف عن الأهداف الأرضية وتحديد موقعها واستطلاعها في بشكل مستقل.
- تقييم نتائج الكشف لمنصة شبحية تواجه تهديدات أرضية أو جوية، من حيث المقطع العرضي للرادار والبصمة الحرارية.
- إطلاق السلاح من حاوية داخلية، مع الالتزام بقيود الإيقاع الصارمة لدورة القرار السريع.

من خلال هذه المهام، يتضح أن أهداف التجارب تمثلت في التحقق من صحة التقنيات الخاصة بالقيادة والتحكم في مركبة جوية غير مأهولة بحجم مماثل للطائرة المقاتلة.

## روابط خارجية
- نيرون ورافال وفالكون 7 إكس، يحلقون معاً في تشكيل واحد فوق المتوسط